# Volodymyr Holoebnytsjy
Volodymyr Stepanovytsj Holoebnytsjy (Oekraïens: Володимир Степанович Голубничий, Russisch: Владимир Степанович Голубничий, Vladimir Stepanovitsj Goloebnitsji) (Soemy, 2 juni 1936 – aldaar, 16 augustus 2021) was een Oekraïense snelwandelaar, die gespecialiseerd was in het onderdeel 20 km snelwandelen. Hij werd tweemaal olympisch, tweemaal Europees en meervoudig nationaal kampioen op dit onderdeel. Hij nam vijfmaal deel aan de Olympische Spelen. Op internationale wedstrijden vertegenwoordigde hij de Sovjet-Unie.

## Loopbaan
Holoebnytsjy behaalde in 1960 zijn eerste succes door goud te winnen bij de Sovjet-Russische atletiekkampioenschappen op het onderdeel 20 km snelwandelen. Later dat jaar kreeg hij internationale bekendheid met het winnen van olympisch goud bij de Olympische Spelen van Rome. Met een tijd van 1:34.07,2 eindigde hij voor de Australiër Noel Freeman (zilver; 1:34.16,4) en de Brit Stanley Vickers (brons; 1:34.56,4). Bij de vier Olympische Spelen die hierna kwamen was hij eveneens succesvol; zo won hij in 1964 brons, in 1968 goud, in 1972 zilver en werd hij in 1976 zevende. Bij de Europese kampioenschappen was hij eveneens succesvol; in 1962 veroverde hij brons, in 1966 zilver en in 1968 goud.
In 1960 werd Holoebnytsjy onderscheiden met de Orde van de Rode Vlag van de Arbeid. In 2012 werd hij opgenomen in de IAAF Hall of Fame.

## Titels
- Olympisch kampioen 20 km snelwandelen - 1960, 1968
- Europees kampioen 20 km snelwandelen - 1974
- Sovjet-Russisch kampioen 20 km snelwandelen - 1960, 1964, 1965, 1968, 1972, 1974

## Persoonlijk record
| Onderdeel          | Prestatie | Jaar |
| ------------------ | --------- | ---- |
| 20 km snelwandelen | 1:23.55   | 1976 |

## Palmares

### 20 km snelwandelen
- 1960:  OS - 1:34.07,2
- 1962:  EK - 1:36.38
- 1964:  OS - 1:31.59,4
- 1966:  EK - 1:30.06
- 1967:  Wereldbeker - 1:28.58
- 1968:  OS - 1:33.58,4
- 1970:  Wereldbeker - 1:27.22
- 1972:  OS - 1:26.55,2
- 1974:  EK - 1:29.30
- 1976: 7e OS - 1:29.24,6

## Onderscheidingen
- Orde van de Rode Vlag van de Arbeid - 1960
- IAAF Hall of Fame - 2012

1956: Leonid Spirin ·
1960: Volodymyr Holoebnytsjy ·
1964: Ken Matthews ·
1968: Volodymyr Holoebnytsjy ·
1972: Peter Frenkel ·
1976: Daniel Bautista ·
1980: Maurizio Damilano ·
1984: Ernesto Canto ·
1988: Jozef Pribilinec ·
1992: Daniel Plaza ·
1996: Jefferson Pérez ·
2000: Robert Korzeniowski ·
2004: Ivano Brugnetti ·
2008: Valeri Bortsjin ·
2012: Chen Ding ·
2016: Wang Zhen ·
2020: Massimo Stano ·
2024: Brian Pintado
- Gemeinsame Normdatei: 118696335
- World Athletics: 14361658
- International Standard Name Identifier: 0000 0000 2015 0701
- Virtual International Authority File: 3265099

1. ↑  (ru) Скончался двукратный олимпийский чемпион по спортивной ходьбе Владимир Голубничий. www.mk.ru (16 augustus 2021).